# Palacio de los Tribunales (Montevideo)
El Palacio de los Tribunales es el edificio que concentra a los juzgados y tribunales civiles del Poder judicial en Montevideo. El mismo se encuentra en la ciudad de Montevideo, sobre el pasaje de los Derechos Humanos frente al Palacio Piria. 

## Historia

Vista de la estructura original del edificio.

El edificio fue construido por el arquitecto Américo Maini, para albergar a la entonces Caja Mutual de Pensiones de Uruguay, aunque, posteriormente el mismo sería adquirido por la Organización Nacional de Autobuses, para ser convertido en su sede central. Debido a la carencia de una estación de autobuses nacionales en Montevideo, el edificio se convirtió en la terminal principal de la compañía. Tal ubicación era emblemática, ya que la Plaza Cagancha, ubicada frente al mismo, es considerada el kilómetro cero del país. Tras el cierre de la compañía de autobuses en los años ochenta, el edificio pasó a estar en abandono. 

Palacio Piria, sede de la Suprema Corte de Justicia y el Palacio de los Tribunales

En 1993 es adquirido por el Poder Judicial, para ser convertido en sede de distintas dependencias del mismo. Recién en 2007 abriría sus puertas, con la denominación de Palacio de los Tribunales, aunque en la cotidianidad, el mismo continúa siendo llamado como Edificio de la ONDA, abreviación de la mencionada empresa de transporte.